# Hjo distrikt
Hjo distriktt er et folkebogføringsdistrikt i Hjo kommun, og det ligger i Västergötland og Västra Götalands län i Sverige.
Distriktet ligger ved Vätterns vestbred og i og omkring kommunens hovedby Hjo.
Distriktet blev oprettet den 1. januar 2016, og det består af det tidligere Hjo Sogn (Hjo socken). Geografisk har området den samme udstrækning, som Hjo Menighed (Hjo församling) havde ved årsskiftet 1999/2000. Hjo by- og landmenigheder gik sammen til én menighed i 1989.
58°18′07″N 14°17′16″Ø / 58.30192°N 14.28788°Ø